# Vicente García Lacal
Vicente García Lacal (Carlet, 1888- després de 1955) va ser un músic i compositor format a Barcelona que deixà un especial record a Huéscar (Andalusia).
Estudià a l'Escola Municipal de Música de Barcelona assignatures de solfeig, harmonia, contrapunt, fuga i composició. El 1930, quan era músic militar de primera i instrumentista de requint a la banda del regiment d'infanteria "Vergara núm. 57" en guarnició a Barcelona, guanyà el concurs per a director interí de la Banda de Música de Huéscar (Granada), i la dirigí al llarg de les dècades de 1930 i 1940.
Dirigí la Banda de Música de Bailén (1948-1955) i la de Iecla (1955-1958), i es presentà als concursos per dirigir les d'Hellín (1944 i 1953) i Almansa (1952). Compongué peces de música de processó i de ball, algunes de les quals amb títol català (La font del cuento, El mirar dels teus ulls, Els pardals i Trini) i tres sardanes. Durant l'estada a Huéscar va ser autor de dues peces dedicades a les santes patrones del poble: l'Himne a les santes, i la sarsuela ¡Al agua, Santas Benditas!. A Huéscar en recorden el nom la "Capilla de música Vicente García Lacal" i el carrer "Maestro García Lacal".

## Obres
- A Rodufo
- Aguadoras de Granada
- ¡Al agua, Santas benditas!, juguete cómico-lírico (1932), sarsuela amb lletra de Conrado Iriarte e Iriarte dedicada a les santes Nunilona i Alòdia[5]
- Bajo el peso de la Cruz
- Brava era la maña
- El capricho de Lola
- Carlet
- Coro de aguadora
- De mis amores
- Desvelos
- Dolor de Madre
- Dos marineritos y el capitán
- Ecos de Graná
- Elías y Margarita (1962), masurca[6]
- Esta es mi rumba Panchito
- La font del cuento, amb el nom d'una font del barri del Guinardó, a Barcelona
- Gloria al Señor
- Himno a las Santas [Patronas] (1944), amb lletra d'Ángel Herrera, dedicat a Nunilona i Alòdia, patrones de Huéscar i de la veïna Puebla de Don Fadrique. La lletra s'adequa en cantar-la a l'un o a l'altre poble[7][8]
- Madre mía
- El mirar dels teus ulls
- La moza y el mocito (1962), pas-doble[6]
- Oh María
- El nuevo recluta
- Paquito
- Els pardals i Trini
- Que tiempo fue mejor
- Que suenen las guitarras (1962), pas-doble[6]
- Redención del Señor
- Romance
- Rumba del día
- Santa María Magdalena
- El señor Merino
- Sigo firme en mi palabra
- Sulpicio (1962), romança[6]
- 31 en marcha
- Ya cantan los gallos
- Yecla querida
- La Zaína
- Sardanes: Floretes que cauen (1950), Marieta i Tot verdeja (1962)[9][6]